# Left at London
Nat Puff, nascida em 18 de junho de 1996 e mais conhecida pelo seu nome artístico Left at London (às vezes estilizado como / @ /), é uma cantora e compositora americana, comediante e personalidade da internet, baseada em Seattle, Washington. Ficou conhecida por postar esquetes cómicos, no Vine, assim como paródias dos músicos Frank Ocean, Tyler, o Criador, e Mitski no Twitter.

## Vida pessoal
Ela é lésbica e uma mulher trans não binária que usa pronomes ela/dela.
Foi diagnosticada com transtorno de déficit de atenção e hiperactividade, transtorno de stress pós-traumático, transtorno de personalidade borderline, transtorno do espectro do autismo e OSDD-1b. Ela diz que o seu autismo é o que lhe permite ser tão boa observadora: "Estou acostumada a imitar os outros, de modo a parecer neurotípica, e me tornei realmente adepta de observar coisas, tais como padrões de fala".